# Goodenia watsoni
Goodenia watsoni är en tvåhjärtbladig växtart. Goodenia watsoni ingår i släktet Goodenia och familjen Goodeniaceae.

## Underarter
Arten delas in i följande underarter:
- G. w. glandulosa
- G. w. watsoni